# Ljudstvo Nami
Nami (v starejših virih tudi Namaqua) so afriška etnična skupina v Južni Afriki, Namibiji in Bocvani. Tradicionalno govorijo namščino, jezik jezikovne družine khoe-kwadi, čeprav mnogi govorijo tudi afrikanščino. Nami so največja skupina Kojkojev, večinoma so skupine izginile, razen Namov. Veliko klanov živi v osrednji Namibiji, druge manjše skupine pa živijo v Namiji, ki danes meji z Južno Afriko.

## Zgodovina
Tisoče let so Kojsani v Južni Afriki in južni Namibiji živeli kot nomadi.
Od leta 1904 do 1907 so se Nemci, ki so kolonizirali današnjo Namibijo, vojskovali proti Namom in Hererom, kar je povzročilo  genocid nad njimi. Umrlo je najmanj 80 %  Namov in Hererov.  Nemška želja po vzpostavitvi uspešne kolonije je zahtevala izgon avtohtonih prebivalcev z njihovih kmetijskih zemljišč. Zasegli so velike črede goveda,  Nami in Hereri pa so morali v puščavo, nekateri pa v koncentracijska taborišča ob obali, na primer na Shark Island. Poleg tega so morali opravljati   suženjsko delo pri gradnji železnic in kopanju diamantov v obdobju diamantne mrzlice.
Leta 1920 so odkrili diamante ob ustju reke Oranje. Iskalci so se začeli premikati tja. Zgradili so mesti Alexander Bay in Port Nolloth. To je pospešilo prilaščanje tradicionalnih zemljišč, ki se je začelo že na začetku kolonialnega obdobja. Pod apartheidom so preostale pastirje spodbujali, naj opustijo svoj tradicionalni način življenja v prid vaškega življenja.
Nami so izvorno živeli okoli reke Oranje na jugu Namibije in v severnem delu Južne Afrike. Zgodnji kolonialisti so jih imenovali Hotentoti, Kojkoji. Njihovo drugo zgodovinsko ime Namaqua je nastalo z dodajanjem kojkonske končnice  "-qua/khwa", kar pomeni "ljudje" (je tudi v imenih drugih južnoafriških držav, kot je Griqua).
Leta 1991 je bil del Namije (angl. Namaqualand) (eno zadnjih območij prave divjine v Južni Afriki) imenovano narodni park Richtersveld. Decembra 2002 so zemljo  prednikov skupaj s parkom vrnili v last skupnosti. Vladi v Južni Afriki in Namibiji sta začeli ustanavljati čezmejni park od zahodne obale Južne Afrike v notranjost puščave. Danes je narodni park Richtersveld eden redkih krajev, v katerem prvotni Nami živijo tradicionalno glede na letni čas in govorijo svoj jezik. Tradicionalna bivališča – |haru oms ali prenosna kupolasta koča (podobna šotoru) – jih ščitijo pred žarečim soncem in so enostavna za premikanje, ker so pašniki postali redki.
Ob zori 19. stoletja je ljudstvo Orlam poseglo v Namijo in Damaraland. So tudi potomci avtohtonih Kojkojev, vendar so skupina, ki se je mešala s sužnji iz Madagaskarja, Indije in Indonezije.  Po dveh stoletjih asimilacije imajo danes mnogi Orlami kojkojščino (Damari/Nami) za svoj materni jezik. Razlika med Nami in Orlami je postopoma izginila in danes veljajo za eno etnično skupino, ki izhaja iz različnih okolij. 

## Namski klani
Poleg klana Orlami je znanih deset podplemen ali klanov Namov. Njihova imena in plemenski centri so:
- Khaiǁkhaun (Rdeči narod) v Hoachanasu, glavna skupina in najstarejši namski klan v Namibiji,
- !Gamiǂnun (Bondelswarti) v Warmbadu,
- ǂAonin (južni Topnaarji) v Rooibanku,
- !Gomen (severni Topnaarji) v Sesfonteinu
- !Kharakhoen (Fransmanski Nami) v Gochasu.

Potem ko so jih premagale cesarske nemške sile (Schutztruppe) v bitki pri Swartfonteinu 15. januarja 1905, so se Nami razdelili na dva dela. Del (!Kharakhoen) je pobegnil v Lokgwabe v Bocvano in so ostali tam , tisti, ki so ostali na jugozahodni afriški zemlji, so preselili svoj plemenski center v Amper-Bo. Leta 2016 je bil David Hanse imenovan za voditelja klana. 
- ǁHawoben (Veldschoendragerji) v Koësu,
- !Aman v Bethanie, ki jih je vodil Cornelius Frederick,
- ǁOgain (Groot Doden) v Schlipu,
- ǁKhau|goan (Swartbooi Nami) v Rehobotu, pozneje v Salemu, Ameibu in Franzfonteinu,
- Kharo!oan (Keetmanshoop Nami) pod vodstvom Hendrika Tsieba [6] so se z delom Rdečega naroda februarja 1850 naselili v Keetmanshoopu.

## Kultura
Na splošno imajo Nami komunalno lastništvo zemljišč. Glasba, poezija in pripovedovanje zgodb so zelo pomembni zanje in številne zgodbe so znane zaradi ustnega izročila generacij.
Nami imajo bogato kulturo zaradi glasbenih in literarnih sposobnosti svojih ljudi. Tradicionalna glasba, ljudske pripovedke, pregovori in hvalnice so bile podlaga za velik del njihove kulture. Znani so po obrti, ki vključuje usnjene plašče karosses in preproge, glasbene instrumente (kot so trstenke), nakit, glinene lonce in posode iz želvovine.
Tradicionalna obleka žensk je sestavljena iz dolge, uradne obleke, ki spominja na viktorijansko tradicionalno modo. Dolge, opletajoče obleke so se razvile po zgledu misijonarjev v 1800-ih in so danes sestavni del njihove kulture.
Svojo tradicionalno religijo so večinoma opustili zaradi dolgotrajnega prizadevanja spreobračanja v krščanstvo (in zdaj v islam). Večina Namov v Namibiji so danes kristjani z majhno muslimansko manjšino. 

### Poročni obred
Nami imajo zapleten poročni obred. Najprej moški omeni svoje namere svoji družini. Če se strinjajo, mu svetujejo, kako vprašati nevestino družino, nato pa ga spremljajo v kraj, v katerem živi. Dvorišče na nevestinem domu pripravijo pred prihodom družine prihodnjega moža, živalske kože dajo v kote za različne skupine, v katerih sedijo in razpravljajo.
Ženinova družina prosi, da se vrata odprejo. Nato ženin postavlja vprašanja o podrobnostih, povezanih z nevesto, tudi o okoliščinah njunega prvega sestanka, o posebnostih njenega telesa, ki bodo zagotavljale, da se bosta dobro poznala. Če je nevesta noseča ali že ima otroke svojega prihodnjega moža ali koga drugega, opravi obred "vrata čiščenja" – (zakol in zaužitje snežno bele koze). Po nekaj dneh se poročni obred nadaljuje v obratnem vrstnem redu; nevestina družina obišče klan ženina. Če sta klana zadovoljna, se napove zaročni dan. 
Pri zaroki ženina družina prinaša žive živali za ženski del hiše. Živali zakoljejo, obesijo na tri palice in vsak del je darilo za nevestino družino. Drugi predmeti, kot so vrečke sladkorja ali moke, so samo po dve ali štiri, kar pomeni, da bo vedno obilo hrane. To se odvije tudi v domu moškega. Na hišah obeh družin so nameščene bele zastave, ki se ne smejo sneti, lahko pa jih odpihne veter.
Priprave na poroko lahko trajajo do enega leta. Ženinova družina pripravi darilo za nevestino mater, kravo in tele, kajti ona je vzredila nevesto na prsih. Pogajanje spremljajo darila in lahko traja tedne. Na poročni dan družini prineseta živali in drugo hrano na nevestin dom. Poroka je v cerkvi. Slovesnosti trajajo še nekaj dni. Prvo noč po poroki par preživi ločeno, naslednje jutro pa se odpravi v svoj dom. 